# Prolegomena do historiozofii

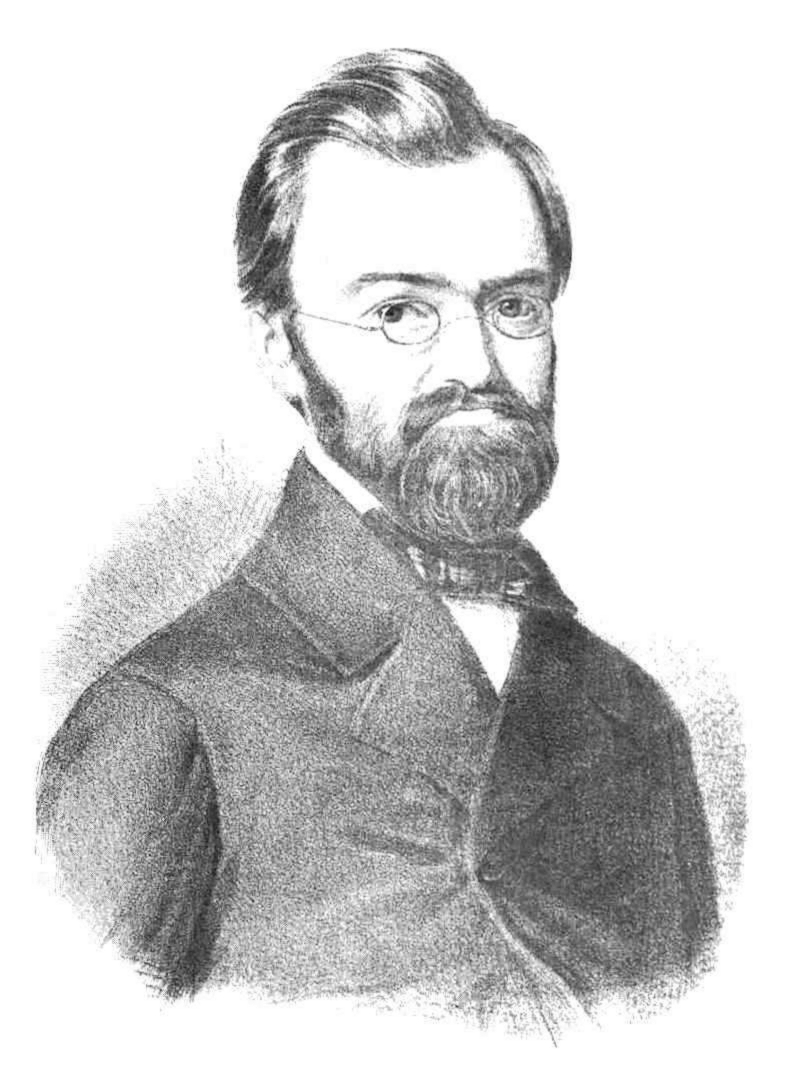
August Cieszkowski, autor dzieła

Prolegomena do historiozofii (niem. Prolegomena zur Historiosophie) – praca filozoficzna autorstwa Augusta Cieszkowskiego wydana w Berlinie w 1838 w języku niemieckim. Była pierwszą pracą autora i uchodzi za jego najgłośniejszą (przełomową). Przyczyniła się do rozwoju ruchu młodoheglowskiego oraz lewicy heglowskiej.
Mimo wydania dzieła w młodym wieku autora jest ono dojrzałe i przemyślane. Cieszkowski kwestionuje w nim heglowski podział dziejów na cztery epoki, dowodząc, że prawa dialektyki nakazują podzielić je na trzy epoki. Nie zgadza się też z Heglem w kwestii przyszłości, którą włącza w obręb historii ("poznawalność przyszłych czasów"). Trychotomia Cieszkowskiego obejmuje: epokę starożytną (czas uczucia, bezpośredniości), teraźniejszość (epokę chrześcijańską, czas myśli, refleksji oraz bolesnego dualizmu) i przyszłość (ostatnią część dziejów, która dopiero nadejdzie, czas czynu, "powszechnej reintegracji", harmonijne połączenie uczuć i myśli, natury i ducha, refleksji i bezpośredniości). Heglizm został przez autora uznany za szczyt rozwoju filozofii, ale jednocześnie zamknięcie epoki myśli. Następna epoka będzie już epoką filozofii czynu (rozumianego bardzo abstrakcyjnie, nieukierunkowanego przez autora), wykroczeniem poza chrześcijaństwo, reformą religii i kwestii socjalnych. Filozofia miała według twórcy "przejść w życie", utonąć w nim, a następnie "wypłynąć i zakwitnąć". Cieszkowski zakładał możliwość fuzji niemieckiej filozofii z francuskim romantyzmem socjalnym, rehabilitował krytykowane przez Hegla myślenie utopijne, a jako przykład na możliwe zaistnienie swoich antycypacji wskazywał socjalizm w wersji fourierowskiej. Konstrukcję swej historiozofii wspierał analogicznym schematem fenomenologii ducha. Budował następujące szczeble rozwoju ducha ludzkiego: pierwszy – byt w sobie (naturalna bezpośredniość), drugi – byt dla siebie (stadium myśli, duch wznosi się do tego, co ogólne) i trzeci – byt ze siebie (czyn).

Postać Boga występująca w Prolegomenach funkcjonuje w uniwersum teraźniejszości częściowo poza historią. W perspektywie przyszłości ma się z nią stopić. Nastąpi to w momencie, gdy ludzkość dojdzie do ostatecznego kresu swego rozwoju, zjednoczenia z Absolutem.
Filozofia z wyżyn teorii wstąpić musi na równiny praktyki. Praktyczna wiedza, czyli właściwiej filozofia praktyki - najkonkretniejsze jej działanie na życie i stosunki społeczne, rozwój prawdy w konkretnym działaniu - oto przyszłe zadania filozofii w ogóle (Prolegomena..., s. 112).
Prolegomena spotkała się z życzliwym przyjęciem w kręgach filozoficznych Niemiec, Rosji i Polski. Moses Hess w wydanej w 1841 Triarchii europejskiej stwierdził, że "tzw. lewica szkoły heglowskiej stanowi już przejście od filozofii przeszłości ku filozofii czynu", a przejście to dokonało się w Prolegomenach Cieszkowskiego. Edward Dembowski uznał koncepcję filozofii czynu za wydarzenie epokowe, mimo że zgłaszał doń różne zastrzeżenia. Aleksander Hercen uznał w 1839 poglądy Cieszkowskiego za "zadziwiająco zgodne" z własnymi i w następnych latach wykorzystał idee Prolegomenów we własnych pismach. Tadeusz Kroński wskazał, że "abstrakcyjność i eliptyczność tekstu Prolegomenów zadecydowała o błędnym odczytaniu konserwatywnych myśli autora i o ich entuzjastycznym przyjęciu w kręgach lewicy heglowskiej w Niemczech oraz wśród polskich i rosyjskich pisarzy postępowych".
Według Andrzeja Walickiego duże znaczenie pracy polegało na "udanym sformułowaniu szeregu idei, które [...] krążyły wówczas w powietrzu", przy czym nie dotyczy to tylko filozofii czynu, ale też rewindykacji praw "jednostkowości", "rehabilitacji materii", "przezwyciężenia dualizmu", uprawnienia "myślenia postulatywnego" właściwego dla francuskich socjalistów, a także nakierowania na przyszłość.
Dzieło zostało przetłumaczone na język polski przez syna autora (Augusta Adolfa) i wydane w Poznaniu w latach 1908 i 1912.  Ponownie opracowano je w ramach planu naukowego Zespołu Historii Polskiej Filozofii Nowożytnej IFiS PAN i opublikowano w 1972 w serii Biblioteka Klasyków Filozofii pod pełnym tytułem Prolegomena do historiozofii, Bóg i palingeneza oraz mniejsze pisma filozoficzne z lat 1838-1842. Redaktorem nowego przekładu był Jan Garewicz, który poprawił i zmodernizował tłumaczenie Augusta Adolfa Cieszkowskiego (wstęp napisał Andrzej Walicki).